# Turtur
Turtur is een geslacht van vogels uit de familie duiven (Columbidae).

## Soorten
Het geslacht kent de volgende soorten:
- Turtur abyssinicus  –  Zwartsnavelduif
- Turtur afer  –  Staalvlekduif
- Turtur brehmeri  –  Brehmers duif
- Turtur chalcospilos  –  Smaragdvlekduif
- Turtur tympanistria  –  Tamboerijnduif